# UCI-Cyclocross-Weltcup 2010/11
Beim UCI-Cyclocross-Weltcup 2010/11 wurden von Oktober 2010 bis Januar 2011 durch die Union Cycliste Internationale Weltcup-Sieger im Cyclocross ermittelt. 

## Elite

### Frauen
| Rnd | Datum             | Ort            | Erste             | Zweite               | Dritte                   |
| --- | ----------------- | -------------- | ----------------- | -------------------- | ------------------------ |
| 1   | 17. Oktober 2010  | Aigle          | Katherine Compton | Daphny van den Brand | Kateřina Nash            |
| 2   | 24. Oktober 2010  | Plzeň          | Sanne van Paassen | Daphny van den Brand | Kateřina Nash            |
| 3   | 27. November 2010 | Koksijde       | Katherine Compton | Daphny van den Brand | Sanne van Paassen        |
| 4   | 19. Dezember 2010 | Kalmthout      | Katherine Compton | Marianne Vos         | Kateřina Nash            |
| 5   | 26. Dezember 2010 | Heusden-Zolder | Katherine Compton | Marianne Vos         | Sanne van Paassen        |
| 6   | 16. Januar 2011   | Pontchâteau    | Marianne Vos      | Hanka Kupfernagel    | Christel Ferrier-Bruneau |
| 7   | 23. Januar 2011   | Hoogerheide    | Katherine Compton | Hanka Kupfernagel    | Marianne Vos             |

Gesamtwertung
| Platz | Name                 | Punkte |
| ----- | -------------------- | ------ |
| 1     | Sanne van Paassen    | 310    |
| 2     | Katherine Compton    | 300    |
| 3     | Marianne Vos         | 205    |
| 4     | Sanne Cant           | 203    |
| 5     | Hanka Kupfernagel    | 198    |
| 6     | Daphny van den Brand | 190    |

### Männer
| Rnd | Datum             | Ort            | Erster        | Zweiter        | Dritter       |
| --- | ----------------- | -------------- | ------------- | -------------- | ------------- |
| 1   | 17. Oktober 2010  | Aigle          | Zdeněk Štybar | Niels Albert   | Kevin Pauwels |
| 2   | 24. Oktober 2010  | Plzeň          | Zdeněk Štybar | Kevin Pauwels  | Niels Albert  |
| 3   | 27. November 2010 | Koksijde       | Niels Albert  | Zdeněk Štybar  | Sven Nys      |
| 4   | 5. Dezember 2010  | Yurre          | Niels Albert  | Francis Mourey | Sven Nys      |
| 5   | 19. Dezember 2010 | Kalmthout      | Tom Meeusen   | Sven Nys       | Kevin Pauwels |
| 6   | 26. Dezember 2010 | Heusden-Zolder | Lars Boom     | Niels Albert   | Bart Wellens  |
| 7   | 16. Januar 2011   | Pontchâteau    | Kevin Pauwels | Niels Albert   | Sven Nys      |
| 8   | 23. Januar 2011   | Hoogerheide    | Niels Albert  | Kevin Pauwels  | Sven Nys      |

Gesamtwertung
| Platz | Name             | Punkte |
| ----- | ---------------- | ------ |
| 1     | Niels Albert     | 570    |
| 2     | Kevin Pauwels    | 499    |
| 3     | Sven Nys         | 484    |
| 4     | Bart Aernouts    | 392    |
| 5     | Francis Mourey   | 369    |
| 6     | Klaas Vantornout | 357    |

## U23

### Männer
| Rnd | Datum             | Ort            | Erster            | Zweiter           | Dritter           |
| --- | ----------------- | -------------- | ----------------- | ----------------- | ----------------- |
| 1   | 27. November 2010 | Koksijde       | Vincent Baestaens | Marcel Meisen     | Lars van der Haar |
| 2   | 19. Dezember 2010 | Kalmthout      | Vincent Baestaens | Wietse Bosmans    | Lars van der Haar |
| 3   | 26. Dezember 2010 | Heusden-Zolder | Wietse Bosmans    | Tijmen Eising     | Matthieu Boulo    |
| 4   | 16. Januar 2011   | Pontchâteau    | Matthieu Boulo    | Lars van der Haar | Matteo Trentin    |
| 5   | 23. Januar 2011   | Hoogerheide    | Matthieu Boulo    | Joeri Adams       | Lars van der Haar |

Gesamtwertung
| Platz | Name              | Punkte |
| ----- | ----------------- | ------ |
| 1     | Lars van der Haar | 220    |
| 2     | Matthieu Boulo    | 219    |
| 3     | Wietse Bosmans    | 186    |
| 4     | Vincent Baestaens | 183    |
| 5     | Joeri Adams       | 166    |
| 6     | Jim Aernouts      | 139    |

## Junioren

### Männer
| Rnd | Datum             | Ort            | Erster            | Zweiter          | Dritter          |
| --- | ----------------- | -------------- | ----------------- | ---------------- | ---------------- |
| 1   | 27. November 2010 | Koksijde       | Laurens Sweeck    | Daniel Peeters   | Diether Sweeck   |
| 2   | 19. Dezember 2010 | Kalmthout      | Laurens Sweeck    | Daniel Peeters   | Diether Sweeck   |
| 3   | 26. Dezember 2010 | Heusden-Zolder | Lars Forster      | Vojtech Nipl     | Stan Godrie      |
| 4   | 16. Januar 2011   | Pontchâteau    | Clément Venturini | Danny van Poppel | Quentin Jauregui |
| 5   | 23. Januar 2011   | Hoogerheide    | Laurens Sweeck    | Kévin Bouvard    | Fabien Doubey    |

Gesamtwertung
| Platz | Name              | Punkte |
| ----- | ----------------- | ------ |
| 1     | Laurens Sweeck    | 237    |
| 2     | Daniel Peeters    | 160    |
| 3     | Lars Forster      | 158    |
| 4     | Clément Venturini | 157    |
| 5     | Quentin Jauregui  | 130    |
| 6     | Fabien Doubey     | 129    |